# Línea SE878 (EMT Madrid)
El Servicio Especial (S.E.) codificado como SE878 de la EMT de Madrid unió las estaciones de Barrio de la Concepción y Canal, con motivo de las obras que se realizaron en la línea 7 de Metro, del 25 al 29 de julio de 2025.

## Características
Esta línea prestó servicio del 25 al 29 de julio de 2025, cubriendo parte del recorrido de la línea 7 de Metro, cortada por las obras de renovación del sistema de señalización ferroviaria en dicho tramo.
Para minimizar el tiempo de espera en los primeros servicios, cada mañana a las 06:05 salían autobuses desde las paradas de Cartagena y Gregorio Marañón para complementar a los autobuses que salen desde las cabeceras.
Tuvo una dotación máxima de 14 autobuses en laborables, y 10 autobuses durante el fin de semana.
En los teleindicadores de los autobuses y esquemas de línea, su denominación fue SE7.
Era gratuita para los usuarios, al tratarse de un servicio consensuado entre ambos operadores de transporte.

### Frecuencias
| Lunes a viernes laborables |                   |
| De 06:05 a 21:00           | cada 5 minutos    |
| De 21:00 a 22:00           | cada 5-6 minutos  |
| De 22:00 a fin             | cada 6-10 minutos |
| Sábados laborables         |                   |
| De 06:05 a 11:00           | cada 6-9 minutos  |
| De 11:00 a 22:00           | cada 6 minutos    |
| De 22:00 a fin             | cada 7-9 minutos  |
| Domingos y festivos        |                   |
| De 06:05 a 11:00           | cada 6-10 minutos |
| De 11:00 a 22:00           | cada 6 minutos    |
| De 22:00 a fin             | cada 6-9 minutos  |

## Recorrido y paradas

### Sentido Canal
| Estación sustituida     | Código | Ubicación de parada                               | Conexiones con Metro    |
| ----------------------- | ------ | ------------------------------------------------- | ----------------------- |
| Barrio de la Concepción | 3705   | Calle Virgen del Val, 44                          | Barrio de la Concepción |
| Parque de las Avenidas  | 709    | Calle Bristol, 31                                 |                         |
| Cartagena               | 1282   | Avenida de América, 31                            |                         |
| Avenida de América      | 1280   | Avenida de América 3, con Calle Francisco Silvela | Avenida de América      |
| Gregorio Marañón        | 51188  | Calle María de Molina, 3                          | Gregorio Marañón        |
| Alonso Cano             | 1896   | Calle Alonso Cano, 18                             |                         |
| Canal                   | 51190  | Calle José Abascal, 4                             | Canal                   |

### Sentido Barrio de la Concepción
| Estación sustituida     | Código | Ubicación de parada                                | Conexiones con Metro    |
| ----------------------- | ------ | -------------------------------------------------- | ----------------------- |
| Canal                   | 51190  | Calle José Abascal, 4                              | Canal                   |
| Alonso Cano             | 4642   | Calle José Abascal, 26 esquina a Calle Alonso Cano |                         |
| Gregorio Marañón        | 810    | Calle José Abascal, 58                             | Gregorio Marañón        |
| Avenida de América      | 5788   | Avenida de América, 4                              | Avenida de América      |
| Cartagena               | 1281   | Avenida de América, 28 con calle Cartagena         |                         |
| Parque de las Avenidas  | 5817   | Calle Bristol, 14                                  |                         |
| Barrio de la Concepción | 3705   | Calle Virgen del Val, 44                           | Barrio de la Concepción |